# ホーモック

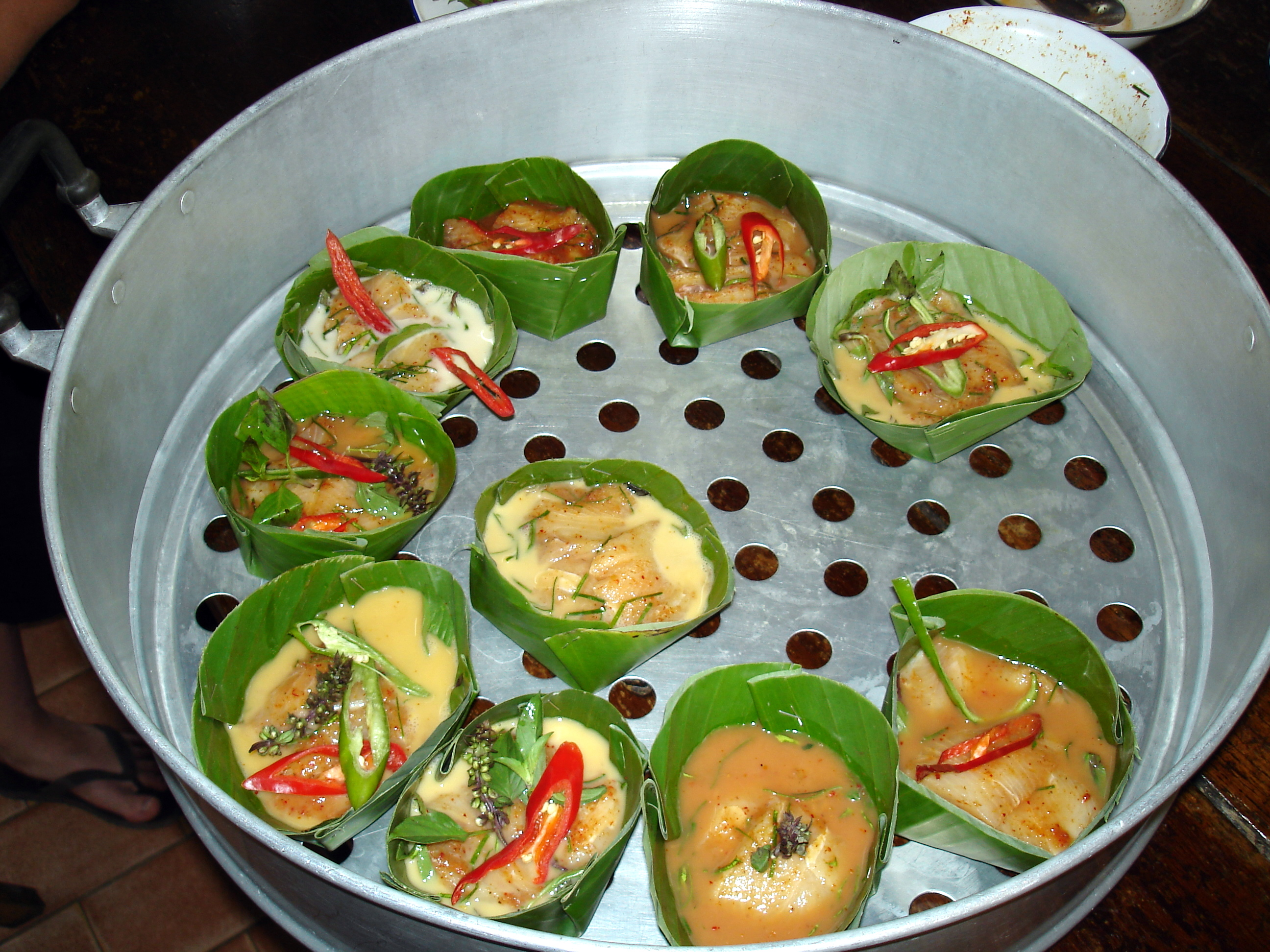
調理中のホーモックプラー

ホーモック（タイ語: ห่อหมก、英語: ho mok）はタイ料理の1つ。カレーペーストにココナッツクリーム、ガランガルなど様々なハーブを混ぜ、バナナの葉で包んでから蒸した料理である。

## 概要
タイ王国全土で祝いの席でよく食べられる料理であるが、魚やターメリックを使った辛いホーモックプラー（ห่อหมกปลา、Ho Mok Pla）はタイ南部の名物料理である。
また、使用する食材によって以下のような名称になる。
- ホーモックガイ - 鶏肉[3]
- ホーモックプラチョーン（ห่อหมกปลาช่อน） - 雷魚[4]
- ホーモックプー - 蟹。ラヨーン県の名物料理でもある[5]。
- ホーモックプーケット（ห่อหมกภูเก็ต） - 魚のすり身[6]

プーケット県やパンガー県では米麺のカノム・ジーンをホーモックと共に朝食として食べる。
ホーモックには「同調して争わない」という意味もある。そこからタイ語のことわざとして「ウーオーホーモック（Er Or Hor Mok）」ができた。「仲がいい人同士は喧嘩せずに賛成する」という意味であり、「新郎新婦が結婚生活で喧嘩をせずに夫婦円満でいる」という意味合いとされる。